# Museo de Artes y Costumbres Populares de Begíjar
El Museo de Artes y Costumbres Populares de Begíjar está localizado en el casco histórico del municipio de Begíjar (Provincia de Jaén (España), dentro del conjunto de bienes culturales declarados por la Junta de Andalucía con protección integral. Junto al museo, se encuentra la Oficina Independiente de Turismo "Lugar de Bexíjar".

## Equipamiento
El Museo de Artes y Costumbres Populares de Begíjar es una institución dedicada a la investigación, difusión y conservación del patrimonio histórico y antropológico, desde la perpesctiva de los procesos sociales y el respeto por la pluralidad cultural.
El museo ocupa las dos plantas, el patio y las cuadras del Palacio Episcopal, un edificio renacentista del siglo XVI.
Este museo es uno de los centros etnográficos llamados de «identidad», donde el visitante se adentra en el universo de lo cotidiano, con aspectos tan entrañables como la infancia, los juegos, los oficios, la vida cotidiana y elementos intrínsecamente característicos de Begíjar.
Nos ofrece una visión del avance de la localidad, partiendo de la agricultura como arranque de ese progreso y de su determinante contribución al paso de una sociedad artesanal a otra industrial. Allí el visitante podrá aproximarse a la almazara, los medios de transporte, la transformación del campo y el desarrollo del comercio y de la industria. Así mismo, se manifiesta el apartado de la alimentación, como los productos también eran sometidos a distintos procesos con objeto de conservarlos para el resto del año. 
El Museo, realiza un especial énfasis en valorar el trabajo de la mujer rural, debido a la estricta división sexual en las funciones del hogar y el campo.
Otro de los aspectos que recupera y expone el museo, es la costumbre ancestral intergeneracional, cuyas reafirmaciones de los lazos de parentesco y vecindad reinantes en el pasado quedan demostrados en el trascurso de las ambientaciones y representaciones que se muestran de forma permanente.

## Salón de Actos
La Sala capitular es la estancia del Palacio construida de forma intencionada en el ala este del edificio. Es uno de los enclaves más amplios del Palacio para dar cabida a todos los Prelados, Canónigos, Beneficiados y Reverendos, donde se agrupaban. En este lugar se reunía la comunidad para hacer el "Capítulo", es decir, recordar las escrituras de la regla adoptada y conversar sobre asuntos concernientes a la iglesia y los habitantes del Municipio. 
Las reuniones se hacían generalmente después de la misa, por la mañana. Los Obispos se sentaban a lo largo de los muros siguiendo un riguroso orden de antigüedad. Se terminaba el acto con la confesión pública de los prelados que desearan acusarse a sí mismos de las faltas cometidas o desearan denunciar a algún otro compañero; en este caso debía omitirse el nombre.
Favorecida con sencilla y rotunda ornamentación arquitectónica, en este caso, al ser el edificio de estilo renacentista, constituye una verdadera fachada en pequeño, con puerta interior de acceso arcada y decoración que recuerda a la sobria obra eclesiástica de la época.
La crujía de la sala capitular era la primera que se construyó en la planta del Palacio Episcopal. Se empezó a edificar poco después de haberse levantado la cabecera de la fachada principal.
Este espacio está acondicinado a Salón de actos, dedicado a la interpretación de diferentes actos Culturales o cualquier tipo de eventos, ya sean internos o ajenos al Museo, pero siempre de importancia e interés social para el Municipio de Begíjar y la provincia de Jaén. La zona dispone de Wifi y pone a disposición del ciudadano el servicio de acceso a internet gratuito con el objeto de facilitar la libre información a los usuarios de la sala. Dispone de un equipo de control de audio y video proyector en pantalla fija y megafonía (fija y móvil). Este espacio está disponible para la celebración de eventos privados e independientes, conferencias, presentaciones y encuentros siempre y cuando no afecte a la programación habitual del Museo.
Es éste un consolidado punto de encuentro, además de ser una extraordinaria plataforma para la comunicación y difusión local, espacio que además puede ser utilizado de forma totalmente gratuita para fines culturales, sociales y medioambientales por cualquier asociación, agrupación o colectivo andaluz que así lo solicite.

## Colecciones
La colección comienza a formarse a partir de una recopilación de su fundador, Santiago Vargas Jordán, durante 25 años. Consta de una vasta colección que ronda las 17.000 piezas. El museo como tal se inaugura el 12 de octubre del 2006, y se aloja en él de manera permanente toda la colección.
Los vecinos de Begíjar también pusieron «su granito de arena» haciendo aportaciones, y contribuyeron así a aumentar las colecciones, sobre todo en sus primeros años; estas aportaciones se sucedieron a lo largo del tiempo, y servirían para cubrir y relatar aún más firmemente el proceso histórico de la localidad. El museo cuenta con donaciones vecinales en los apartados de: 
- Sala Patrocinio de Biedma.
- Instrumentos musicales.
- Fondos de textiles.
- El tabaco, venta y consumo.
- Herramientas agrarias.
- Utillaje doméstico.
- La electricidad y su uso doméstico.
- El dote (la dote, el ajuar).
- Transporte y comunicaciones.
- Fotografías, documentos, libros.

Otra fuente de suministro para los fondos fue una serie de trabajos de campo que desarrolló en ese sentido la Asociación Amigos del Museo de Begíjar, dando como fruto nuevas incorporaciones, reunidas en estos apartados:
- Botica y laboratorio.
- Horno y conjunto de panadería
- Pasado Ferroviario.
- Taller de telar. Documentado por la Asociación Proyecto Cultura Joven.
- Taller de esparto.
- Tienda de ultramarinos.
- Consulta de médico.
- Taller de zapatero.
- Taller de talabartero-albardonero.[1]
- Sastrería.
- Fragua de herrero.
- Barbería.
- Capilla (Religiosidad popular).

Así mismo, existe un apartado de agricultura que incluye semillas o "simientes" de variedades autóctonas. Esta actuación a recaudo del Museo, fue posible gracias al "Proyecto simientes vivas" que llevó con éxito a cabo la Asociación Cultural Proyecto Cultura Joven en 2012 y que ha supuesto la recuperación de casi todos los productos de la huerta begijense, algunos ya desaparecidos.
A fecha de febrero de 2011, se exponen hasta una veintena de oficios distintos, que en su mayoría se han extinguido en la localidad por falta de relevo generacional, o se han visto modificados por otro tipo de maquinaria más moderna y funcional.

## Actividades
Se suelen realizar talleres pedagógicos frecuentemente: son actividades dirigidas a todo tipo de público, impartidas por monitores del museo.
El museo cuenta con una biblioteca especializada en temas de antropología y un archivo fotográfico y documental. En la actualidad es la sede de (CIEBE) el Centro Independiente de Estudios Begijenses, en cuyos objetivos fundacionales se establecen el fomento de la investigación científica, la generación de conocimiento sobre la realidad social, económica y cultural de Begíjar, así como la difusión de sus resultados en beneficio global del municipio, profundizando en el estudio y divulgación de temas históricos y sociales, fomentando el interés por temas de índole artístico, didáctico, antropológico y humano.
Durante la época estival, los fines de semana se organiza una exposición titulada "La pieza del mes", dedicada a un objeto significativo en el devenir histórico del municipio.
El horario en el que los investigadores pueden desarrollar su trabajo es desde las 10 hasta las 14 horas del lunes, jornada cerrada al público.